# TAILENDERS
『TAILENDERS』（テイルエンダーズ）は、札幌市のクリエイター集団ピコグラフによって製作された日本のアニメーション映画。

## 概要
株式会社シンクの100%子会社である動画革命東京の支援を受けてピコグラフが製作した。
パイロット版の未完成が2009年の札幌国際映画祭で公開され、翌年の2010年11月27日に完成したパイロット版の試写会が催された。
更に2ヵ月後の2011年1月28日、そのパイロット版がDVDとBlu-ray Discで発売。
内容は28分と非常に短いものだが、4人のチームメンバーの手で約2年をかけて製作された。

## ストーリー
時は遥か未来、人類が宇宙の新天地に手を伸ばした頃の話。新天地「惑星テルルス」に安住の場所は失われた。
数百年前に起きたテラフォーミングマシンの暴走により、急速に環境変動が進むテルルス。人類はその星で、テラフォーミングマシンのスタンピード現象に追い立てられるまま、巨大な車輪の上にその営みを移していた。
しかし、その時代に逆行する者達がいた…。

## 登場人物
巴士郎
声 - 羽多野渉
打倒ルーザー・キングを目指すオルクスGPの新人レーサー。将来を期待される才能の持ち主だが、エンジンの限界を超えてマシンを酷使する走りのおかげで完走に至ることは少なく、戦績はそれほどよくない。
大事故に巻き込まれ生死の境をさまよったが、心臓をトモエが開発した「トモエドライブ」と呼ばれる新型エンジンに置き換えられ奇跡的に生還する。
トモエドライブの代償として「惑星再開拓レース」に参加することになる。
尚、トモエドライブの重量によるハンデとレギュレーションチェックのため、既成のレースには出られなくなった。
御神楽トモエ
声 - 柚木涼香
若くして「トモエドライブ」を開発した謎の天才科学者。
テラフォーミングマシンを超えるという目的のためにはあらゆる犠牲をいとわず利己的な振る舞いを見せることが多いが、それは「人類を前に進める」という信念に根ざしている。
レースで重傷を負った士郎を助け、「惑星再開拓レース」に共に参加する。
グッドスピード
声 - 三宅健太
冷静かつ切れ味のあるドライビングが特徴のオルクスGPランキング１位レーサー。自身の才能は社会的成功のためと割り切る功利主義者だが、ひたすらルーザーに固執する士郎に対しては一種の羨望を抱きライバル視する。
大事故に巻き込まれ、全身火傷と複雑骨折を負った肉体を金属外骨格に置き換え、サイボーグと化す。その技術はパルチザンという適応進化動力研究機関の援助によるものである。
ボディは鋭利すぎて触れるもの全てを切り裂くほどになっている。
ルーザー・キング
声 - 大林隆介
テルルス最高のレーサー。100年前のレースで行方不明となる。以降ルーザーの記録を塗り替えたレーサーは存在せず、レーサーからは「伝説様」と呼ばれている。
挑戦する者へ見せつけるかのように背中には巨大な黒い星が彫られている。

## 用語
惑星テルルス
惑星開拓計画によって他の星からやってきた者達が住まう植民惑星。しかし数百年前に起こったテラフォーミングマシンの暴走により、地上に定住地はなくなってしまった。人類は巨大な車輪をつけた無数の都市に生活圏を移している。
車輪街
テラフォーミングマシンの暴走から逃れるために始まった移動する都市文明。
オルクス車輪街
主人公、巴士郎の生まれ育った車輪街。

## キャスト
- 巴士郎 - 羽多野渉
- 御神楽トモエ - 柚木涼香
- ルーザー・キング、日ノ本伊蔵 - 大林隆介
- グッドスピード、セーフティ・マックス - 三宅健太
- オールドマン、グエロ・ロンドン - 金光宣明
- ニードル・ジョニー、助手 - 鈴木恭輔
- ドングリブラザーズ（兄）、メカニックチーフ - 中西英樹
- ドングリブラザーズ（弟）、CMナレーター - 小林和矢

## スタッフ
- 企画、脚本、監督、アニメーション制作 - ピコグラフ（太田真、河原大、mebae、佐々木尚）
- 原画 - mebae
- 音楽 - TOMISIRO
- 音響プロデューサー - 西名武
- 音響演出 - 藤田亜紀子
- 音響効果 - 野口透
- エグゼグティブプロデューサー - 森祐治、竹内宏彰
- プロデューサー - 小豆沢慶、海瀬裕次